# Transformers Studio Series
Transformers Generations: Studio Series o Transformers Studio Series fue dado a conocer por primera vez en la Feria del Juguete de Nueva York (2018), esta línea de figuras de acción opera como una celebración por más de diez años cumplidos de películas de acción en vivo, cuenta con distintos personajes de cada película representados en diferentes tamaños a escala.
Esta línea de figuras de acción trabaja bajo el lema Generations y fue realizada en colaboración de las compañías Hasbro y Takara Tomy, de las cuales se encuentra a cargo actualmente.

## Escala
La variedad de figuras de acción de esta línea viene en distintos tamaños a escala, siendo la más pequeña la clase Core, seguido por la clase Deluxe, Voyager y Leader, finalizando con la clase Commander, siendo esta la de mayor tamaño hasta ahora.
Cada figura de acción clase Deluxe, Voyager, Leader y Commander cuenta con una numeración, siendo este un indicador de su película de origen, dicha numeración también se aplica a aquellas figuras de acción que son exclusivas y a las que vienen en multipacks.
En cuanto al sistema de numeración, existen algunos cambios y excepciones, por un lado, tenemos a las figuras de acción clase Core, que, a diferencia de las figuras de mayor tamaño de la línea, estas no cuentan con ningún tipo de numeración. Por otro lado, las figuras inspiradas en personajes de The Transformers: The Movie cuentan con un sistema de numeración diferente, separada de los mercados de Hasbro, que utiliza el número “86” antes del número de la figura respectiva, esto en referencia al año en que fue estrenada The Transformers: The Movie (1986).
Por último, tenemos a aquellas figuras de acción inspiradas en el mundo del videojuego Transformers: War for Cybertron, estas tienen un sistema de numeración separado, que cuenta con un D-Pad o cruceta antes del número de la figura respectiva. Dichas figuras también cuentan con la distinción de tener las palabras Gamer Edition sobre su nombre respectivo.
Todas las figuras de acción de la línea vienen con un fondo de cartón, siendo este el “estudio”, haciendo referencia al nombre de la línea, dicho estudio representa una escena importante de su respectiva participación ficticia.
Siendo la escala aproximada del modo robot el objetivo de toda la línea, cada figura de acción tiene un tamaño en relación con otras, incluso si pertenecen a la misma clase de tamaño; por ejemplo, 70 Deluxe B-127 es más bajo que 22 Dropkick y 40 Shatter, y a su vez, estos dos últimos comparten el mismo tamaño.

## Película
Transformers Generations: Studio Series o Transformers Studio Series abarca diversas películas, siendo hasta la fecha las siguientes:
- The Transformers: The Movie
- Transformers (película)
- Transformers: la venganza de los caídos
- Transformers: el lado oscuro de la luna
- Transformers: la era de la extinción
- Transformers: el último caballero
- Bumblebee (película)
- Transformers: el despertar de las bestias

## Cómic
Transformers: el lado oscuro de la luna cuenta con varios cómics asociados a cargo de IDW Publishing y Titan, los cuáles se encargan de expandir el universo de las películas de Transformers bajo la dirección de Michael Bay; dichos cómics sirven como inspiración para la línea de Transformers Studio Series.
- Transformers: Sector 7
- Transformers: Foundation
- Transformers: Rising Storm
- Cómics Cyberglypics
- Transformers: el lado oscuro de la luna (adaptación de la película)
- Transformers: el lado oscuro de la luna (Titan cómics)

## Línea de figuras
Transformers Studio Series hasta la fecha ha coincidido con Bumblebee (película) y Transformers: el despertar de las bestias, siendo estas las últimas dos películas de acción en vivo.

## 2018

### Clase Deluxe
- 01 Bumblebee 1976 Camaro – Transformers (película)
- 02 Decepticon Stinger – Transformers: la era de la extinción
- 03 Crowbar – Transformers: el lado oscuro de la luna
- 04 Autobot Ratchet – Transformers (película)
- 10 Autobot Jazz – Transformers (película)
- 11 Lockdown – Transformers: la era de la extinción
- 16 Autobot Ratchet – Transformers: el lado oscuro de la luna
- 17 Shadow Rider – Transformers: la era de la extinción
- 18 Bumblebee VW Escarabajo – Bumblebee (película)
- 22 Dropkick Bell AH-1 SuperCobra – Bumblebee (película)
- 23 KSI Sentry – Transformers: la era de la extinción

### Clase Voyager
- 05 Optimus Prime – Transformers: la venganza de los caídos
- 06 Starscream – Transformers (película)
- 12 Decepticon Brawl – Transformers (película)
- 13 Megatron – Transformers: la venganza de los caídos
- 14 Autobot Ironhide – Transformers (película)
- 21 Starscream – Transformers: la venganza de los caídos

### Clase Leader
- 07 Grimlock – Transformers: la era de la extinción
- 08 Decepticon Blackout (con Scorponok) – Transformers (película)

## 2019

### Clase Deluxe
- 26 Bumblebee de la Segunda Guerra Mundial – Transformers: el último caballero
- 27 Bumblebee Cacharro – Transformers (película)
- 28 Barricade – Transformers (película)
- 29 Sideswipe – Transformers: el lado oscuro de la luna
- 30 Crankcase – Transformers: el lado oscuro de la luna
- 39 Cogman – Transformers: el último caballero
- 40 Shatter Playmouth – Bumblebee (película)
- 41 Constructicon Scrapmetal – Transformers: la venganza de los caídos
- 45 Autobot Drift – Transformers: la era de la extinción
- 46 Dropkick Javelin – Bumblebee (película)
- 47 Constructicon Hightower – Transformers: la venganza de los caídos

### Clase Voyager
- 32 Optimus Prime – Transformers (película)
- 33 Bonecrusher – Transformers (película)
- 37 Constructicon Rampage – Transformers: la venganza de los caídos
- 38 Optimus Prime – Bumblebee (película)
- 42 Constructicon Long Haul – Transformers: la venganza de los caídos
- 43 KSI Boss – Transformers: la era de la extinción

### Clase Leader
- 34 Megatron – Transformers: el lado oscuro de la luna
- 35 Jetfire – Transformers: la venganza de los caídos
- 44 Optimus Prime – Transformers: el lado oscuro de la luna

## 2020

### Clase Deluxe
- 49 Bumblebee Camaro – Transformers (película)
- 50 Autobot Hot Rod de la Segunda Guerra Mundial – Transformers: la era de la extinción
- 51 Soundwave (con Laserbeak) – Transformers: el lado oscuro de la luna
- 52 Chromia • Arcee • Elita-1 – Transformers: la venganza de los caídos
- 57 Bumblebee Todoterreno – Bumblebee (película)
- 58 Roadbuster – Transformers: el lado oscuro de la luna
- 59 Shatter Harrier – Bumblebee (película)
- 62 Soundwave – Transformers: la venganza de los caídos
- 63 Autobot Topspin – Transformers: el lado oscuro de la luna
- 64 Cliffjumper – Bumblebee (película)

### Clase Voyager
- 53 Constructicon Mixmaster – Transformers: la venganza de los caídos
- 54 Megatron – Transformers (película)
- 60 Constructicon Scrapper – Transformers: la venganza de los caídos
- 61 Sentinel Prime – Transformers: el lado oscuro de la luna
- 65 Blitzwing – Bumblebee (película)
- 67 Constructicon Skipjack – Transformers: la venganza de los caídos

### Clase Leader
- 55 Constructicon Scavenger – Transformers: la venganza de los caídos
- 56 Shockwave (con Brains, Wheelie y Paracaidista) – Transformers: el lado oscuro de la luna
- 66 Constructicon Overload – Transformers: la venganza de los caídos

## 2021

### Clase Deluxe
- 86-01 Autobot Jazz – The Transformers: The Movie
- 86-02 Kup – The Transformers: The Movie
- 86-03 Blurr – The Transformers: The Movie
- 70 B-127 – Bumblebee (película)
- 71 Autobot Dino – Transformers: el lado oscuro de la luna
- 74 Bumblebee (con Sam Witwicky) – Transformers: la venganza de los caídos
- 75 Jolt – Transformers: la venganza de los caídos
- 86-08 Gnaw – The Transformers: The Movie
- 78 Sideswipe – Transformers: la venganza de los caídos

### Clase Voyager
- 86-04 Autobot Hot Rod – The Transformers: The Movie
- 86-05 Scourge – The Transformers: The Movie
- 72 Strascream – Bumblebee (película)
- 76 Thrust – Bumblebee (película)
- 86-09 Wreck-Gar – The Transformers: The Movie
- 86-10 Decepticon Sweep – The Transformers: The Movie

### Clase Leader
- 86-06 Grimlock y Autobot Wheelie – The Transformers: The Movie
- 73 Grindor y Ravage – Transformers: la venganza de los caídos
- 86-07 Dinobot Slug y Daniel Witwicky – The Transformers: The Movie

## 2022

### Clase Core
- Shockwave – Bumblebee (película)
- Ravage – Bumblebee (película)
- Exo-Suit Spike Witwicky – The Transformers: The Movie
- Autobot Ratchet – The Transformers: The Movie
- Autobot Wheelie – The Transformers: The Movie
- Laserbeak – Transformers: el lado oscuro de la luna
- Decepticon Rumble (Azul) – The Transformers: The Movie

### Clase Deluxe
- 80 Brawn – Bumblebee (película)
- 81 Wheeljack – Bumblebee (película)
- 82 Autobot Ratchet – Bumblebee (película)
- 86-11 Perceptor – The Transformers: The Movie
- 84 Ironhide – Bumblebee (película)
- 85 Arcee – Bumblebee (película)
- 86-16 Arcee – The Transformers: The Movie
- 87 Bumbleebee – Transformers: el lado oscuro de la luna
- 88 Sideways – Transformers: la venganza de los caídos
- 92 Crosshairs – Transformers: el último caballero
- 93 Autobot Hot Rod – Transformers: el último caballero

### Clase Voyager
- 83 Soundwave – Bumblebee (película)
- 86-14 Junkheap –  The Transformers: The Movie
- 89 Thundercracker – Bumblebee (película)
- 90 Galvatron – Transformers: la era de la extinción
- 86-17 Ironhide – The Transformers: The Movie

### Clase Leader
- 86-12 Coronation Starscream – The Transformers: The Movie
- 86-15 Dinobot Sludge – The Transformers: The Movie
- 91 The Fallen – Transformers: la venganza de los caídos

## 2023

### Clase Core
- Arcee – Transformers: el despertar de las bestias
- Terrorcon Freezer – Transformers: el despertar de las bestias
- Ironhide – The Transformers: The Movie
- Bumblebee – Transformers: el lado oscuro de la luna
- Decepticon Frenzy (Rojo) – The Transformers: The Movie
- Noah Díaz exo-Suit – Transformers: el despertar de las bestias
- Terrorcon Novakane – Transformers: el despertar de las bestias

### Clase Deluxe
- 97 Airazor – Transformers: el despertar de las bestias
- 100 Bumblebee – Transformers: el despertar de las bestias
- +01 Gamer Edition Bumblebee – Transformers: War For Cybertron
- +02 Gamer Edition Barricade – Transformers: War For Cybertron
- 86-22 Brawn – The Transformers: The Movie
- +05 Gamer Edition Cliffjumper – Transformers: War For Cybertron
- 104 Nightbird – Transformers: el despertar de las bestias
- 105 Autobot Mirage – Transformers: el despertar de las bestias

### Clase Voyager
- 98 Cheetor – Transformers: el despertar de las bestias
- 99 Battletrap – Transformers: el despertar de las bestias
- +03 Gamer Edition Optimus Prime – Transformers: War For Cybertron
- 103 Rhinox – Transformers: el despertar de las bestias
- +04 Gamer Edition Megatron – Transformers: War For Cybertron
- 86-23 Autobot Ratchet – The Transformers: The Movie

### Clase Leader
- 101 Scourge – Transformers: el despertar de las bestias
- 86-19 Dinobot Snarl – The Transformers: The Movie
- 106 Optimus Primal – Transformers: el despertar de las bestias

### Clase Commander
- 86-21 Ultra Magnus – The Transformers: The Movie